# Pedro Mir

Busto de Pedro Mir en San Pedro de Macorís

Pedro Julio Mir Valentín (San Pedro de Macorís, 3 de junio de 1913-Santo Domingo, 11 de julio del 2000) fue un escritor dominicano perteneciente a la generación de los Independientes del 40, declarado Poeta Nacional de la República Dominicana por el Congreso Nacional en 1984. Se le conoce como uno de los poetas dominicanos más destacados y Hay escuelas públicas con su nombre.

## Biografía
Hijo de Pedro Mir, un ingeniero cubano, y de Vicenta Valentín Mendoza, una joven puertorriqueña, Pedro Julio Mir Valentín nació y pasó su infancia en el ingenio Cristóbal Colón, cerca de la ciudad de San Pedro de Macorís. La temprana muerte de su madre en 1917 le dejó un profundo sentido de ausencia que luego él mismo afirmaría que fue el origen de su vocación poética.
A principios de la década de 1930, Pedro Mir empieza a escribir sus primeros poemas, mostrándolos a amigos y relacionados. Uno de esos amigos decide sin consultarle, llevar unos versos al escritor Juan Bosch, quien ya en ese entonces era una figura literaria importante en el ámbito dominicano. La fibra poética natural del autor llama la atención de Juan Bosch, pero éste desestima los versos, diciendo que el poeta tiene talento pero debería "dirigir los ojos a su tierra". Enterado Pedro Mir, decide escribir sus primeros poemas de corte social y esta vez enviárselos a Juan Bosch él mismo. Bosch no contesta, sino que publica los versos en su sección del Listín Diario, dominicano, con el llamativo título que luego sería una profecía.
En 1941 se graduó de doctor en Derecho por la UASD y comenzó a ejercer la profesión en una oficina de abogados de la capital. Sin embargo, la presión de la dictadura de Rafael Leónidas Trujillo se hace insoportable, especialmente para quien escribía poesía social. 

## Premios y reconocimientos
- Premio Anual de Historia 1975 por Las raíces dominicanas de la doctrina Monroe .
- Premio Anual de Poesía 1975 por El huracán Neruda
- Poeta Nacional de la República Dominicana, declarado por el Congreso Nacional de la República Dominicana en 1984
- Doctor honoris causa del Hunter College de la Universidad de New York (1991)
- Premio Nacional de Literatura 1993.

### Poesía
- Hay un país en el mundo, Talleres de La Campaña Cubana, La Habana, 1949 (reeditada en México, Librería García, 1955, con introducción de Juan Ducoudray).
- Seis momentos de esperanza. Edición libre, México, 1951.
- Contracanto a Walt Whitman y seis momentos de esperanza. Guatemala; Ediciones Saker-Ti, 1952.
- Poemas de buen amor y a veces de fantasía, Imprenta Nuevo Mundo, Santo Domingo, 1969.
- Amén de mariposas, Nuevo Mundo, Santo Domingo, 1969.
- Viaje a la muchedumbre, con ilustraciones del autor y una carta póstuma de Domínguez Charro; Editorial Lucerna, Santo Domingo, 1971 / Siglo XXI Editores, México, 1971, con presentación y selección de Jaime Labastida.
- El huracán Neruda. Elegía con una canción desesperada, Editora Taller, Santo Domingo, 1975.
- Primeros versos, Taller, Santo Domingo, 1993.
- Poesías (casi) completas, con prólogo de Jaime Labastida;  Siglo XXI Editores, México, 1993.
- Poemas, Ediciones La Discreta, Madrid, 1999.
- Un asombro de ríos verticales. Poesía reunida; Dirección General de la Feria del Libro, Santo Domingo, 2012.
- Poesía completa, edición de Miguel D. Mena; Ediciones Cielonaranja, Santo Domingo, 2017.
- Ni un paso atrás.
- Si alguien quiere saber cuál es mi Patria.

### Narrativa
- La gran hazaña de Límber y después otoño, Editora Sargazo, Santo Domingo, 1977
- Cuando amaban las tierras comuneras, Siglo XXI Editores, México, 1978
- ¡Buen viaje Pancho Valentín! (Memorias de un marinero); Editora Taller, Santo Domingo, 1981

## Ensayo
- Tres leyendas de colores. Ensayo de interpretación de las tres primeras revoluciones del Nuevo Mundo, con prólogo póstumo de Rafael Altamira; Santo Domingo: Editora Nacional, 1969.
- El gran incendio: los balbuceos americanos del capitalismo mundial, Santo Domingo: Editora del Caribe, 1970.
- Apertura a la estética, Editora de la Universidad Autónoma de Santo Domingo, 1974.
- Las raíces dominicanas de la Doctrina Monroe. Santo Domingo: Editora Taller, 1974. [Premio Nacional de Historia 1975]
- Las dos patrias de Santo Domingo. Santo Domingo: Editorial Cultural Dominicana, 1975.
- Fundamentos de teoría y de crítica de arte, Editora de la Universidad Autónoma de Santo Domingo, 1979.
- Noción de período en la historia dominicana, tres tomos; Editora de la Universidad Autónoma de Santo Domingo, 1983.
- Historia del hambre, Santo Domingo: Editora Corripio, 1983.
- El soldadito de la estética, Editora de la Universidad Autónoma de Santo Domingo, 1989.
- El Lapicida de los ojos morados, Santo Domingo: Editora Taller, 1993.
- Ayer menos cuarto y otras crónicas, compilación y entrevista de Francisco Rodríguez de León; Colección de la Biblioteca Nacional, Santo Domingo, 2000.
- Letras dispersas, edición de Miguel D. Mena; Santo Domingo: Ediciones Cielonaranja, 2013.